# 동성 이씨
동성 이씨(東城李氏)는 경상남도 사천시를 관향으로 하는 한국의 성씨이다.
시조 이식(李軾)은 고려 충렬왕 때 국자진사(國子進士)로 송악군수(松岳郡守)를 역임했다.

## 시조
동성 이씨 시조 이식(李軾)은 고려 충렬왕(高麗 忠烈王) 때 국자진사(國子進士)로 송악군수(松岳郡守)를 역임했다

## 본관
동성(東城)은 사천(泗川)의 옛 명칭이다. 사천은 경상남도 사천시 일원의 옛 행정구역 명으로 신라시대에 사물현(史勿縣)이라 불리다가 757년(경덕왕 16)부터는 사수현(泗水縣)으로 고쳐서 고성군(固城郡)의 영현(領縣)으로 삼았고, 고려시대인 940년(태조 23)에 사주(泗州)로 개칭하고 1018년(현종 9)에 진주(晉州)의 관할이 되었다가 1172년(명종 2)에 감무(監務)를 두면서 독립하였다. 1413년(태종 13)에 사천현감(泗川縣監)으로 개칭되었다. 1415년에 병마사 겸 판현사(兵馬使兼判縣事)를 두었다가 1423년(세종 5)에 병마첨절제사(兵馬僉節制使)로 고쳤다. 동성(東城)이라는 별호가 있었다. 1896년에 진주부에서 경상남도 사천군으로 이관 되었고 1914년 곤양군이 사천에 폐합되었다. 1925년 읍내면이 사천면으로 개칭되었고 1956년에 읍으로 승격했으며 1995년 사천군과 삼천포시가 사천시로 통합되었다.

### 분적된 성씨 본관
동성 이씨(東城 李氏)에서 분적한 본관으로는 강흥 이씨(江興 李氏)가 있다.

## 인물
- 이정(李楨, 1512년 ∼ 1571년) : 성리학의 대가인 송인수(宋鱗洙)의 문하에서 글을 읽고 중종 때에 별시 문과에 장원하여 삼사(三司)의 벼슬을 거쳐 경주부윤(慶州府尹)이 되었다.

## 과거 급제자
동성 이씨는 조선시대 문과 급제자 2명을 배출하였다.
문과
이익지(李益之) 이정(李楨)
무과
이세관(李世觀)
생원시
이규진(李奎鎭) 이두(李斗) 이용장(李龍章) 이을지(李乙枝) 이호변(李虎變)
진사시
이곤변(李鯤變) 이대일(李大一) 이명석(李明石) 이붕(李鵬) 이호변(李虎變)